# Kelso
Pour les articles homonymes, voir Kelso (homonymie).
 Kelso (gaélique écossais: Cealsach; scots du sud: Kelsae) est une petite ville d’Écosse située dans la région des Scottish Borders au sud-est du pays, sur les rives de la Tweed.
Elle s’établit à la suite de la fondation de l’abbaye de Kelso en 1128. Son nom provient du terrain crayeux où se trouvait un établissement préexistant qui s’appelait alors Calkou (cf. calcaire).
Elle est célèbre pour ses rues et sa place principale entièrement pavées, ses maisons de style géorgien, qui ont fait dire à Sir Walter Scott, le célèbre écrivain britannique qui fut élève dans le lycée local, que Kelso était « le plus beau et peut-être le plus romantique village d’Écosse ».
Le club de rugby local, Kelso RFC, est l’un des plus célèbres d’Écosse.

## Personnalités liées
- Maurice Nicoll (1884-1953), médecin et écrivain britannique y est né.

## Ville jumelée
- Orchies (France)